# Zebrias regani
Zebrias regani är en fiskart som först beskrevs av Gilchrist, 1906.  Zebrias regani ingår i släktet Zebrias och familjen tungefiskar. Inga underarter finns listade i Catalogue of Life.
Denna fisk blir upp till 16 cm lång. Den långsträckta ryggfenan har 65 till 70 mjuka strålar och analfenan har 56 till 60 mjuka strålar. Denna fisk har främst en grå färg med några glest fördelade mörkbruna fläckar. På den svarta stjärtfenan förekommer vita punkter.
Arten förekommer i havet öster om provinsen KwaZulu-Natal i Sydafrika. Den vistas vanligen i regioner som ligger 40 till 50 meter under havsytan. Individerna håller sig nära havets botten.
Några exemplar dör som bifångst vid fiske på andra arter. Andra hot mot beståndet är inte kända. Zebrias regani är ganska sällsynt. IUCN listar arten som livskraftig (LC).